# Пирогово (Вологодский район)
Пирогово — деревня в Вологодском районе Вологодской области на реке Ершовка.
Входит в состав Сосновского сельского поселения, с точки зрения административно-территориального деления — в Сосновский сельсовет.
Расстояние по автодороге до районного центра Вологды — 28 км, до центра муниципального образования Сосновки — 8,5 км. Ближайшие населённые пункты — Вахрушево, Прохорово, Бабцыно, Починок-2.
По переписи 2002 года население — 7 человек.